# نواه هيكي
نواه هيكي (بالإنجليزية: Noah Hickey)‏ هو لاعب كرة قدم نيوزيلندي، ولد في 9 يونيو 1978 في أوكلاند في نيوزيلندا. شارك مع منتخب نيوزيلندا لكرة القدم. أما مع النوادي، فقد لعب مع تامبيري يونايتد ووايتاكيري يونايتد.

## وصلات خارجية
- نواه هيكي على موقع الاتحاد الدولي (مؤرشف)  (الإنجليزية)
- نواه هيكي على موقع قاعدة بيانات كرة القدم.إي يو (الإنجليزية)
- نواه هيكي على موقع ناشيونال فوتبول تيمز (الإنجليزية)